# Bonzo's Montreux
Bonzo's Montreux è la settima traccia - terza nel lato B - dell'album in studio Coda del gruppo musicale britannico Led Zeppelin, pubblicato il 26 novembre 1982 dalla Swan Song Records. Il brano è a firma del batterista John Bonham.

## Storia
Il brano risale al 12 settembre 1976 quando John Bonham, Jimmy Page e l'ingegnere del suono John Timperley si trovavano ai Mountain Studios, precedentemente situati a Montreux e successivamente a Attalens, in Svizzera.
Bonzo's Montreux è un assolo di batteria di Bonham sul quale Jimmy Page sovraincise ulteriori effetti sonori tramite un armonizzatore Eventide Clock Works: in particolar modo, un'impostazione permetteva di avvicinarsi al suono dello steel drum.
Come rivelato nel settembre 2019 da Page sul suo account Instagram, Bonham faceva uso anche di percussioni come timpani, timbales e conga, secondo lui ispirate alle scuole di samba brasiliane. Il brano inizialmente durava otto minuti, ma, essendo la durata eccessiva, il produttore discografico Stuart Epps la dimezzò a più di quattro minuti: verso il minuto tre, infatti, si può udire il taglio compiuto. Inoltre, nella raccolta Led Zeppelin, pubblicata nel 1990, ricompare unita in un medley a Moby Dick.

## Accoglienza
A tre mesi dalla pubblicazione di Coda, il 20 gennaio 1983, il giornalista Kurt Loder di Rolling Stone recensì l'album: riguardo a "Bonzo's Montreux" disse che, seppur lunghi assoli di batteria non fossero granché, questo era "degno dello spirito di Sandy Nelson"; inoltre, definì quello di Bonham un "drum orchestra" (in italiano traducibile come "orchestra di tamburi").

## Formazione
- John Bonham - batteria, percussioni
- Jimmy Page - armonizzatore